# Hans Grunsky
Hans Alfred Grunsky (* 31. Juli 1902 in Stuttgart; † 20. Mai 1988 in Sibichhausen) war ein nationalsozialistischer deutscher Philosoph, der u. a. über Jakob Böhme arbeitete.

## Biografie
Hans Grunsky war der Sohn des Stuttgarter Historikers und Musikschriftstellers Karl Grunsky, der über Martin Luther, Richard Wagner und Anton Bruckner gearbeitet hat. Der Vater trat 1930 der nationalsozialistischen Bewegung bei und agitierte ebenfalls dezidiert in deren Sinne.
Hans Alfred Grunsky besuchte das Karls-Gymnasium in Stuttgart, musste infolge einer spinalen Kinderlähmung 1917 den Schulbesuch aufgeben. Er war von da an Rollstuhlfahrer. Der NSDAP trat er zum 1. Juli 1930 bei (Mitgliedsnummer 264.685). Er war ein fanatischer Nationalsozialist und lehrte eine antisemitische, rassistische und antikatholische Philosophie. Sein Ziel war es, eine Philosophie im nationalsozialistischen Sinne zu etablieren. So hielt er eine Vorlesung über „Blutwelt und Freiheit“ und ein „Seminar der philosophierenden Mannschaft“. Daneben war er Autor und Herausgeber der NS-Schulungsbriefe.
Walter Frank holte Grunsky 1935 an sein Reichsinstitut für Geschichte des neuen Deutschland. Von 1937 bis 1940 war Grunsky Hauptlektor für Philosophie im Amt Rosenberg, seit 1938 „Hauptreferent für konfessionelle Fragen und Fragen des politischen Katholizismus“ im Reichsinstitut für Geschichte des Neuen Deutschlands. 
Im September 1935 erhielt er die Lehrstuhlvertretung für Alexander Pfänder an der Ludwig-Maximilians-Universität München und wurde am 26. Mai 1937 auf diesem Lehrstuhl für Philosophie und Psychologie ordiniert. Die philosophische Fakultät der LMU hatte sich geweigert, ihn als Hochschullehrer zu berufen, da Grunsky ihr fachlich ungeeignet erschien. Doch Adolf Hitler persönlich berief ihn zum Ordinarius für Philosophie, ein in der deutschen Universitätsgeschichte auch damals unerhörter Vorgang.
Grunskys erste Aktion war – „in einer Manier, die selbst im 3. Reich ihresgleichen sucht“ – ein Gutachten über seine Fachkollegen. Darin teilte er dem Kultusminister Bernhard Rust mit, welche Kollegen Juden waren. Diese wurden umgehend aus dem Hochschuldienst entlassen. „Um die Berufung von H. Cysarz zu verhindern, schickte Grunsky ein Sitzungsprotokoll der philosophischen Fakultät an Winifred Wagner und fügte hinzu, Cysarz habe sich in seinen Schriften herablassend über Wagner geäußert.“
Zu Grunskys Stil gehörte die Charakterisierung jüdischer Philosophie als „Talmudisierung“ von Philosophie und von Baruch Spinoza als „Talmudjuden“, dies ist auch Thema seines Vortrags zur Berliner Ausstellung Der ewige Jude: Baruch Spinoza. Sein Leben und Werk im Lichte der Judenfrage.
Ein Doktorand von Grunsky war der später an den vertraulichen „Teegesprächen“ von Konrad Adenauer teilnehmende Journalist Max Nitzsche.
Am 15. November 1941 wurde er wegen übler Nachrede und Verletzung des Dienstgeheimnisses vom Dienst enthoben. Die Beurlaubung wurde aber nach einem Verweis am 10. Mai 1943 wieder aufgehoben.
Das Gutachten des Reichsministeriums für Wissenschaft, Erziehung und Volksbildung nannte ihn einen „vollständigen Versager … in menschlicher und wissenschaftlicher Hinsicht“. Am 12. Juli 1945 wurde er auf Weisung der US-Militärregierung entlassen. Im Entnazifizierungsverfahren wurde er zunächst als „Minderbelasteter“, dann als „Mitläufer“ eingestuft.
Nach 1945 lebte Grunsky als Privatgelehrter in Sibichhausen am Starnberger See. Er setzte seine Arbeit innerhalb der Freien Akademie fort, die er zusammen mit Jakob Wilhelm Hauer gründete. Die Tagungen der Akademie fanden seit 1952 auf Burg Ludwigstein bei Kassel statt.

## Publikationen (Auswahl)
- Das Problem der Gleichzeitigkeit in der Relativitätstheorie. Tübingen, 1923.
- Seele und Staat. Die psychologischen Grundlagen des nationalsozialistischen Sieges über den bürgerlichen und bolschewistischen Menschen. Junker und Dünnhaupt, Berlin 1935.[9]
- Wilhelm von Humboldt und das Problem der Juden. In: Bücherkunde, Band 4, 1935.
- Die Freiheit des Geistes. Hanseatische Verlags-Anstalt, Hamburg 1936.
- Wilhelm von Humboldt und die Juden. In: Nationalsozialistische Monatshefte, Band 7, 1936, S. 555f.
- Der Einbruch des Judentums in die Philosophie. Junker u. Dünnhaupt, Berlin 1937. Schriften der Deutschen Hochschule für Politik, Band 1, Heft 14.
- Baruch Spinoza. In: Forschungen zur Judenfrage, Band 2, 1937, S. 88–115.
- Platos Begriff des Staatsmannes und die deutsche Gegenwart. In: MDAk, Band 13, S. 332–341.
- Jakob Böhme als Schöpfer einer germanischen Philosophie des Willens. Hanseatische Verlags-Anstalt, Hamburg 1940.
- Die heutige Erkenntnis des jüdischen Wesens und ihr Erahnen durch den jungen Hegel. In: Forschungen zur Judenfrage (= Schriften des Reichsinstituts für Geschichte des Neuen Deutschlands), Band 4, 1940, S. 68–94.
- Henri Bergson. In: Das Reich, Nr. 21, 25. Mai 1941
- Bergson und die Judenfrage. In: BrZ, Nr. 254, 13. September 1941
- Schicksal, Freiheit und Eigenwelt. In: Deutscher Glaube, Band 10, 1943, S. 62–67
- Der Jude Spinoza. Schöpfer eines neuen Talmud. In: BrZ, Nr. 312, 11. Nov. 1943
- Kraft und Gegenkraft. Über Jakob Böhmes Philosophie. In: Völkischer Beobachter, Nr. 252, 8. Sept. 1944.
- Jakob Böhme. Frommann, Stuttgart 1956. 2. Auflage, Frommann-Holzboog Stuttgart 1984
- Sie ließen sich zerstrahlen. Ein Bericht aus dem Jahr 32023. Arno Balzer, Stuttgart 1964. Roman
- Einsames und gemeinsames Gewissen. Studien zur Arbeit der freien Akademie. Nr. 12, 1972.
- Die Emanzipation der Frau unter sittlichen Vorzeichen. Studien zur Arbeit der freien Akademie, Nr. 18, 1975

Nach Ende des Zweiten Weltkriegs wurden Grunskys in der NS-Zeit veröffentlichten Bücher in der Sowjetischen Besatzungszone und in der Deutschen Demokratischen Republik auf die Liste der auszusondernden Literatur gesetzt.